# Hurtigskak
Hurtigskak er en type skak, hvor der skal spilles hurtigere end hvad end der bruges i almindelig skak. I hurtigskak skal hver spiller have mindst 15 minutter og under 60 minutter til at gennemføre partiet. Man kan også spille med at hver spillers resterende tid forøges med et antal sekunder for hvert udført træk (tilllægstid). I så fald skal den faste tid plus 60 gange tillægstiden pr. træk være mindst 15 minutter og være under 60 minutter. Hvis der er mindre end 15 minutter pr. spiller, kaldes det i stedet lynskak og der gælder andre særregler for dette.
For at holde styr på tidsforbruget bruger spillerne et skakur. Moderne elektroniske skakure har indstillinger som gør at hurtigskak kan spilles med tillægstid, f.eks. 15 minutter for partiet med 12 sekunders tillæg for hvert træk spillerne udfører.
Betænkningstiden i hurtigskak gør at spillerne har begrænset tid til at vurdere hvert enkelt træk. Der er alligevel så meget tid at kvaliteten på partierne ofte er ganske høje, og det er normalt de spillere som er bedst med normal betænkningstid som også gør det bedst i hurtigskak. Tidligere verdensmester i skak, Viswanathan Anand fra Indien, er i 2000'erne blevet regnet som verdens bedste hurtigskakspiller.
Hvis en spiller har opbrugt tiden, taber han partiet, med undtagelse af hvis der ikke findes nogen sekvens af lovlige træk (uanset hvor dårlige de måtte være) som fører til at man bliver sat mat, for eksempel hvis modstanderen kun har kongen tilbage på brættet. Da er resultatet remis.
I hurtigskakturneringer er reglen for ulovlige træk. at de kun skal rettes, hvis den anden spiller kræver dette, i modsætning til i normale partier med lang betænkningstid, hvor skakdommeren skal gribe ind, hvis ulovlige træk udføres. Følgerne af et ulovlig træk er at modstanderen bliver tilkendt 2 minutters tillæg til betænkningstiden. Hvis en spiller udfører tre ulovlige træk i et og samme parti, kan modstanderen kræve sejr.

## Verdensmesterskaber
Der afholdes verdensmesterskaber i hurtigskak.
| #  | Navn                  | Årr  | Land          |
| -- | --------------------- | ---- | ------------- |
| 1  | Anatoly Karpov        | 1988 | Sovjetunionen |
| 2  | Garry Kasparov        | 2001 | Rusland       |
| 3  | Viswanathan Anand     | 2003 | India         |
| 4  | Sergey Karjakin       | 2012 | Russia        |
| 5  | Shakhriyar Mamedyarov | 2013 | Azerbaijan    |
| 6  | Magnus Carlsen        | 2014 | Norge         |
| 7  | Magnus Carlsen        | 2015 | Norge         |
| 8  | Vassily Ivanchuk      | 2016 | Ukraine       |
| 9  | Viswanathan Anand     | 2017 | Indien        |
| 10 | Daniil Dubov          | 2018 | Rusland       |
| 11 | Magnus Carlsen        | 2019 | Norge         |
| 12 |                       | 2020 |               |
| 13 |                       | 2021 |               |
| 14 |                       | 2022 |               |
| 15 | Magnus Carlsen        | 2023 | Norge         |

| # | Navn                | År   | Land     |
| - | ------------------- | ---- | -------- |
| 1 | Susan Polgar        | 1992 | Hungary  |
| 2 | Antoaneta Stefanova | 2012 | Bulgaria |
| 3 | Kateryna Lagno      | 2014 | Ukraine  |
| 4 | Anna Muzychuk       | 2016 | Ukraine  |
| 5 | Ju Wenjun           | 2017 | Kina     |
| 6 | Ju Wenjun           | 2018 | Kina     |
| 7 | Humpy Koneru        | 2019 | Indien   |